# Modu
Modu (em chinês: 冒頓單于; atual Mongólia, c. 234 a.C. – c. 174 a.C.) foi um líder militar sob o comando de seu pai, Touman e, mais tarde, Chaniu do Império Xiongnu, com base na Planície Mongol.
Chaniu (chinês simplificado: 单于; chinês tradicional: 單于; pinyin: Chányú) ou Shanyu (chinês: 善于), abreviação de Chengli Gutu Chanyu (chinês: 撐犁孤塗單于; pinyin: Chēnglí Gūtu Chányú), foi o título utilizado pelos governantes supremos dos nômades da Ásia Central por 800 anos, até ser substituído pelo título Grão-cã em 402 d.C. O título foi mais famoso por ter sido usado pelo clã dominante Luandi, dos Xiongnu, durante a dinastia Qin (221–206 a.C.) e a dinastia Han (206 a.C.–220 d.C). Posteriormente, também foi usado, embora de forma esporádica, pelos chineses para se referir aos líderes dos Tujue.
Fundador do Império Xiongnu, Modu chegou ao poder ordenando que seus homens matassem seu pai, em 209 a.C. Modu governou de 209 a.C. até sua morte em 174 a.C. Inicialmente, foi um líder militar sob o comando de seu pai Touman e, mais tarde, Chaniu do Império Xiongnu. Ele assegurou o trono e fundou um poderoso império ao unificar com sucesso as tribos das terras do Mongólia e Manchúria, como resposta à perda das terras de pastagem Xiongnu para as forças invasoras dos Qin, comandadas pelo general Meng Tian, em 215 a.C.
Embora Modu tenha ampliado e fortalecido o processo de militarização e centralização do poder Xiongnu, o Império Qin logo entrou em desordem com a morte do primeiro imperador em 210 a.C., deixando Modu livre para expandir seu Império Xiongnu, que se tornaria um dos maiores de sua época.
A fronteira oriental se estendia até o Rio Liao, enquanto a fronteira ocidental alcançava as Montanhas Pamir, e a fronteira norte chegava ao Lago Baikal. Os ataques de Modu à China resultaram em um acordo no qual a dinastia pagava um tributo anual, além de outros bens como seda, grãos e arroz. Modu foi sucedido por seu filho, Laoshang.

## Origens e ascensão ao poder
De acordo com o astrônomo, matemático e historiador chinês Sima Qian, Modu era uma criança talentosa, mas seu pai, Touman, desejava que o filho de uma de suas outras esposas fosse o seu sucessor. Para eliminar Modu como um competidor ao trono, Touman enviou o jovem Modu para os Iuechis como refém e, em seguida, atacou os Iuechis na esperança de que eles matassem Modu como vingança. No entanto, Modu conseguiu escapar ao roubar um cavalo veloz e retornar aos Xiongnu, que o receberam como um herói. Como recompensa por essa demonstração de coragem, seu pai o nomeou comandante de 10 mil cavaleiros.
Devido à sua reputação de bravura, Modu começou a reunir um grupo de guerreiros extremamente leais. Ele inventou uma flecha sinalizadora que emitia um som característico ao voar e treinou seus homens para atirar na direção do som sincronizadamente. Para garantir a lealdade de seus guerreiros, Modu ordenou que eles atirassem em seu cavalo favorito. Aqueles que se recusassem a cumprir a ordem seriam executados sumariamente. Mais tarde, ele repetiu esse teste de lealdade, mas com uma de suas esposas favoritas, e mais uma vez executou aqueles que hesitaram em seguir sua ordem. Somente quando se convenceu da lealdade absoluta dos guerreiros restantes, Modu ordenou que atirassem em seu pai durante uma caçada, matando-o em uma chuva de flechas. Nenhum de seus seguidores falhou em atirar sob sua ordem, e com a morte de seu pai, Modu se proclamou Chaniu dos Xiongnu.
Após sua ascensão autoproclamada como Chaniu, Modu começou a eliminar aqueles que representavam uma ameaça ao seu recém-adquirido poder. Assim, ele executou seu meio-irmão e rival, sua madrasta e outros oficiais Xiongnu que se recusaram a apoiar seu governo.

## Ascensão do Império Xiongnu

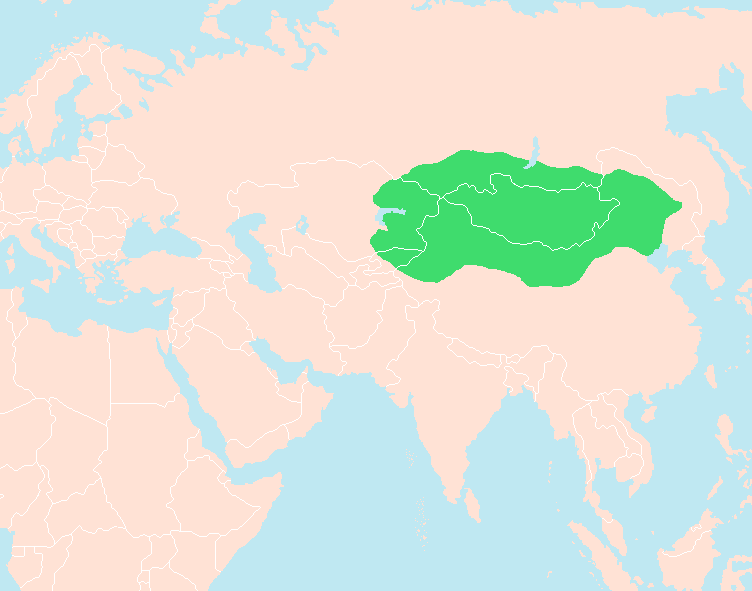
Domínio e influência dos Xiongnu sob Modu no começo de seu reinado.

O Império Xiongnu de Modu protegia e expandia seu território de forma agressiva. Quando seus vizinhos do leste, os Donghu, expressaram o desejo de ocupar terras desabitadas entre os dois povos, Modu reagiu atacando-os. Em 208 a.C., os Donghu foram derrotados e seus remanescentes se dividiram nas tribos Xianbei e Wuhuan. Modu continuou a subjugar os Dingling e outros povos ao norte, além de derrotar os Iuechis em 203 a.C. Após essas conquistas, todos os senhores Xiongnu se submeteram a ele.
Com tais vitórias, Modu conseguiu controlar as importantes rotas comerciais, que forneciam mais tarde ao Império Xiongnu uma grande fonte de renda.

## Guerra com a dinastia Han
Em 200 a.C., Xin, rei dos Han, se rendeu aos Xiongnu em Mayi, Shuofang, no comando de Dai, e se juntou a eles para realizar ataques ao território Han. O imperador Gaozu de Han liderou um exército contra os Xiongnu, dispersando suas forças e derrotando-os várias vezes antes de eles se retirarem. Posteriormente, Xin nomeou Zhao Li como rei de Zhao e marchou para o sul contra Gaozu. Eles também foram derrotados. Ao perceber a influência que os Xiongnu exerciam sobre seus vassalos, Gaozu marchou para o norte com um exército de 320 mil homens para enfrentá-los. No entanto, seus soldados sofreram com a falta de roupas adequadas para se proteger do frio e com a escassez de suprimentos, por isso Gaozu deixou-os para trás e avançou até Pingcheng com apenas 40 mil homens.
Modu Chanyu viu sua chance de virar o jogo e imediatamente cercou a cidade com seus 40 mil cavaleiros, isolando o imperador do restante de seu exército. Não se sabe ao certo o motivo, mas o Chanyu eventualmente retirou alguns de seus homens. Sima Qian sugere que sua consorte o tenha persuadido a permitir que o imperador escapasse.
No entanto, um cerco prolongado seria impraticável, já que a infantaria de Xin nunca chegou a tempo. Ao ver as linhas do Chanyu enfraquecidas, Gaozu fez uma saída e quebrou o cerco. Quando os reforços de Han chegaram, os Xiongnu se retiraram. Esse episódio ficou conhecido como a Batalha de Baideng. A fuga apertada do imperador Gaozu da captura pelos Xiongnu o convenceu a fazer a paz com seu inimigo nômade. Ele enviou uma "princesa" ao Chanyu (aliança de casamento ou heqin) e ofereceu-lhe seda, vinho e comida. O Chanyu aceitou a oferta e se restringiu a pequenos ataques durante o reinado de Gaozu.
A dinastia Han enviava várias vezes mulheres comuns, aleatórias e não relacionadas entre si, rotuladas falsamente como "princesas" ou membros da família imperial Han quando praticava as alianças matrimoniais heqin com os Xiongnu, para evitar enviar as filhas do imperador.
Após sua campanha na China, Modu forçou os Yuezhi e os Wusun a se tornarem vassalos dos Xiongnu. Em 195 a.C., Lu Wan, rei de Yan, fugiu para os Xiongnu depois de ser derrotado pelo general Han, Zhou Bo. Em 178 a.C., os Xiongnu derrotaram os Iuechis e os Wusun, em Gansu e na Bacia do Tarim.

## Morte
Modu morreu em 174 a.C. e foi sucedido por seu filho, Jiyu, que se tornou Chaniu Laoshang.